# Otto Lubarsch
Otto Lubarsch (ur. 4 stycznia 1860 w Berlinie, zm. 1 kwietnia 1933 tamże) – niemiecki lekarz patolog.

## Życiorys
Był synem Jacoba Lubarscha, kupca i pośrednika w handlu zbożowym pochodzącego z Landsberg an der Warthe, i Rosalie z domu Collin, córki berlińskiego sprzedawcy galanterii Wilhelma Collina. 
Studiował przez trzy semestry filozofię i nauki przyrodnicze na Uniwersytecie w Lipsku oraz Uniwersytecie Ruprechta i Karola w Heidelbergu. Potem zmienił kierunek studiów na medycynę i uczył się na Uniwersytecie Friedricha Schillera w Jenie, Uniwersytecie Fryderyka Wilhelma w Berlinie i Uniwersytecie Cesarza Wilhelma w Strasburgu. Jego nauczycielami byli, między innymi, Haeckel (Jena) i Virchow (Berlin). W 1883 roku został doktorem medycyny, w 1885 zdał egzaminy państwowe. Następnie był asystentem w Instytucie Fizjologii w Bernie, u Hugona Kroneckera, potem w instytucie patologicznym w Gießen u Eugena Bostroema, w Breslau u Emila Ponficka (do 1888). Przez pewien czas pracował w berlińskim Instytucie Anatomii Patologicznej u Virchowa i w Stacji Zoologicznej w Neapolu. W 1890 roku został privatdozentem w instytucie anatomii patologicznej w Zurychu u Edwina Klebsa. Od 1891 do 1896 roku był pierwszym asystentem w instytucie patologicznym w Rostocku, u Alberta Thierfeldera. W 1894 roku został profesorem nadzwyczajnym patologii i anatomii patologicznej na Uniwersytecie w Rostocku. Od 1899 roku w Poznaniu, gdzie pracował w oddziale patologiczno-anatomicznym Instytutu Higieny, a także w kostnicy Szpitala Miejskiego. Od 1903 profesor Akademii Królewskiej w Poznaniu, zrezygnował w 1904 roku i zatrudnił się w Kreis-Krankenhaus w Berlinie-Lichterfelde. W listopadzie 1905 roku objął stanowisko dyrektora laboratorium patologiczno-anatomiczno-bakteriologicznego w Zwickau, a od 1907 roku praktykował w Düsseldorfie. W 1913 roku przyjął propozycję Uniwersytetu Chrystiana Albrechta w Kilonii objęcia tamtejszej katedry. W 1917 roku został następcą Johannesa Ortha na katedrze anatomii patologicznej Uniwersytetu w Berlinie, został też dyrektorem Instytutu Patologicznego (Ludwig Aschoff, któremu jako pierwszemu oferowano katedrę, odmówił). W 1929 roku przeszedł na emeryturę.
Był żydowskiego pochodzenia, ale mimo to wyznawał nacjonalistyczne poglądy i z entuzjazmem traktował dojście Hitlera do władzy. Przeszedł na protestantyzm. Był jednym z założycieli Związku Wszechniemieckiego i członkiem DNVP. W 1931 opublikował wspomnienia.
Zmarł po krótkiej chorobie serca w 1933 roku. Nekrologi napisali Ceelen i Rössle.
W 1893 w Warnemünde ożenił się z Margarete von Hanstein (1861–1940). Mieli syna (zginął na wojnie) i córkę.

## Dorobek naukowy
W 1889 roku Lubarsch opisał rakowiaka, na dwie dekady przed Siegfriedem Oberndorferem. Opisał też rzadki zespół, nazywany dziś zespołem Lubarscha-Picka. Drobne kryształy obserwowane w komórkach jąder bywają nazywane kryształami Lubarscha.
Razem z Friedrichem Henkem zredagował 12-tomowy podręcznik patologii, Henke-Lubarsch Handbuch der Speziellen Pathologischen Anatomie und Histologie (1924–1952).

## Wybrane prace
- Zur Analyse der Sprengstoffe[9] (1887)
- Ueber den primären Krebs des Ileum nebst Bemerkungen über das gleichzeitige Vorkommen von Krebs und Tuberculose[10] (1888)
- Ueber die Absorption von Gasen in Flüssigkeitsgemischen[11] (1889)
- Ueber die Geschwulstbezeichnung „Cylindrom”[12] (1890)
- Untersuchungen über die Ursachen der angeborenen und erworbenen Immunität[13] (1891)
- Ein Fall von septischer Pneumonie beim Neugebornen, verursacht durch den Bacillus enteritidis (Gaertner)[14] (1891)
- Ueber die intrauterine Uebertragung pathogener Bakterien[15] (1891)
- Zur Epidemiologie der asiatischen Cholera[16]. (1892)
- Zur Pathogenese des Milzbrandes bei Meerschweinchen und Kaninchen[17] (1892)
- Zur Lehre von der Parenchymzellenembolie[18] (1893)
- Ueber Cysten der ableitenden Harnwege[19] (1893)
- Beitr. zur Kenntniss der von Versprengten Nebennierenkeimen  abstammenden Nierengeschwülste[20] (1894)
- Beiträge zur Histologie der von Nebennierenkeimen ausgehenden Nierengeschwülste[21] (1894)
- Ueber die Abstammung gewisser Nierengeschwülste von embryonal abgesprengten Nebennierenkeimen. (Antwort auf Dr. Sudeck's Erwiderung in Bd. 136. S. 293[22] (1894)
- Zusatz zu vorstehender Arbeit[23] (1895)
- Erwiderung auf die Berichtigung P. Fürbringer's[24] (1896)
- Ueber die im männlichen Geschlechtsapparat vorkommenden Krystallbildungen[25]. (1896)
- Ueber das Vorkommen krystallinischer und krystalloider Bildungen in den Zellen des menschlichen Hodens[26] (1896)
- Achylia gastrica[27] (1897)
- Zur Frage der experimentellen Erzeugung von Amyloid[28] (1897)
- Ueber Knochenmarkgewebs-Embolie[29] (1898)
- Her Professor Grawitz und die Entzündungslehre[30]. (1898)
- Neueres zur Entzündungslehre (Fortsetzung aus No. 33.) 3. Die Betheiligung von Wanderzellen bei der Organisation der Entzündungsproducte[31]. (1898)
- Neueres zur Entzündungslehre (Schluss aus No. 34.) 4. Die Entzündungstheorieen[32]. (1898)
- Neueres zur Entzündungslehre[33]. (1898)
- Neueres zur Entzündungslehre (Fortsetzung aus No. 32.)[34]. (1898)
- Zur Kenntniss der Strahlenpilze[35] (1899)
- Zur Lehre von den Geschwülsten und Infectionskrankheiten[36] (1899)
- Ueber meine Schnellhärtungs- und Schnelleinbettungsmethode[37]. (1903)
- Pathologische Anatomie und Krebsforschung[38] (1902)
- Über Knochenbildung in Lymphknoten und Gaumenmandeln[39] (1904)
- Karl Weigert †[40] (1904)
- Die allgemeine Pathologie[41] (1905)
- Über die Schafferschen Magenschleimhaut-inseln der Speiseröhre[42] (1905)
- Zur Myelomfrage[43] (1906)
- Über die Bedeutung der pathologischen Glykogenablagerungen[44] (1906)
- Ueber destruierendes Wachstum und Bösartigkeit der Geschwülste[45] (1907)
- Zur vergleichenden Pathologie der Tuberkulose[46]. (1908)
- Allgemeine Biologie und Pathologie[47] (1910)
- Beiträge zur Pathologie der Tuberkulose[48] (1913)
- Berichtigung[49] (1915)
- Theodor Langhans †[50]. (1916)
- Ueber Aufgaben und Ziele der pathologischen Forschung und Lehre[51]. (1917)
- Ueber spontane Impfsarkome bei Meerschweinchen[52] (1917)
- Generalisierte Xanthomatose bei Diabetes[53]. (1918)
- tytuł=Zur Frage der Hochschulreform[54] (1919)
- Ursachenforschung, Ursachenbegriff und Bedingungslehre[55]. (1919)
- Ursachenforschung, Ursachenbegriff und Bedingungslehre. (Schluß aus Nr. 1.)[56]. (1919)
- Virchows Entzündungslehre und ihre Weiterentwicklung  bis zur Gegenwart[57] (1921)
- Die Virchowsche Geschwulstlehre und ihre Weiterentwicklung[58] (1921)
- Biographische Einleitung[59] (1921)
- Einiges zur Kritik der medizinischen Namengebung[60] (1921)
- Zur Konstitutions- und Dispositionslehre[61] (1921)
- Der Heutige Stand der Geschwulstforschung[62] (1922)
- Die Friedmann-Methode[63] (1922)
- Über das sogenannte Lipofuscin[64] (1922)
- Tagung der Allrussischen Pathologischen Gesellschaft in Petersburg[65] (1923)
- Über die Ablagerung eisenhaltigen Pigments im Gehirn und ihre Bedeutung bei der progressiven Paralyse[66] (1923)
- Einiges zur pathologischen Anatomie und Histologie der Endocarditis lenta[67] (1923)
- Die letzten 50 Jahre allgemeiner Pathologie und pathologischer Anatomie[68]. (1924)
- Rückblicke und Ausblicke[69] (1924)
- Über Phagocytose und Phagocyten.[70] (1925)
- Bericht über Krankheit, Operation und Tod des Reichspräsidenten Ebert[71]. (1925)
- Über die Hämoglobinogenen Pigmentierungen[72] (1925)
- Über das Vorkommen von Pankreasläppchen in der Milz[73] (1925)
- Über Pigmentablagerungen in der Bauchspeicheldrüse[74] (1925)
- Bemerkungen zu dem Aufsatz von G. Schorr „Die Forderungen der Thanatologie an die moderne Leichenuntersuchungsmethodik”[75] (1927)
- Tagesgeschichte[76] (1927)
- Allgemeine und spezielle pathologische Histologie der Strahlenwirkung[77] (1928)
- Bemerkungen zu der Arbeit H. Herzenbergs über die Skelettform der Niemann-Pickschen Krankheit[78] (1928)
- Zur Kenntnis der auf die Samenbläschen beschränkten Amyloidablagerungen[79] (1929)
- Ueber Leberzirrhose, insbesondere die Pigmentzirrhose[80]. (1929)
- Zur Kenntnis ungewöhnlicher Amyloidablagerungen[81] (1929)
- Zur Lehre von der Metaplasie[82] (1930)
- Kurze Bemerkungen zu dieser Berichtigung[83] (1931)
- Wandlungen in der Lehre von den Infektionskrankheiten[84] (1931)
- Ein bewegtes Gelehrtenleben. Erinnerungen und Erlebnisse, Kämpfe und Gedanken. Berlin, Verlag von Julius Springer, 1931
- An die Mitarbeiter von Virchows Archiv[85] (1931)
- Paul Grawitz †[86]. (1932)
- Georg Schmorl †[87]. (1932)
- Der Einfluß Robert Kochs auf die pathologische Morphologie und allgemeine Pathologie][88]. (1932)
- Über Kalkknötchen und Blutadersteine der Milz[89] (1932)
- Über gefärbte, warzige Muttermäler in der Haut von Eierstocksembryomen[90] (1932)